# Communauté de communes de Saint-Méen Montauban
Die Communauté de communes de Saint-Méen Montauban ist ein französischer Gemeindeverband mit der Rechtsform einer Communauté de communes im Département Ille-et-Vilaine in der Region Bretagne. Der Gemeindeverband wurde am 1. Januar 2014 gegründet und besteht aus 17 Gemeinden (Stand: 1. Januar 2019). Der Verwaltungssitz befindet sich im Ort Montauban-de-Bretagne.

## Historische Entwicklung
Mit Wirkung vom 1. Januar 2019 gingen die ehemaligen Gemeinden Montauban-de-Bretagne und Saint-M’Hervon in die Commune nouvelle Montauban-de-Bretagne auf. Dadurch verringerte sich die Anzahl der Mitgliedsgemeinden auf 17.

## Mitgliedsgemeinden
| Gemeinde                                       | Einwohner 1. Januar 2022 | Fläche km² | Dichte Einw./km² | Code INSEE | Postleitzahl |
| ---------------------------------------------- | ------------------------ | ---------- | ---------------- | ---------- | ------------ |
| Bléruais                                       | 98                       | 3,33       | 29               | 35026      | 35750        |
| Boisgervilly                                   | 1.757                    | 19,95      | 88               | 35027      | 35360        |
| Gaël                                           | 1.617                    | 52,10      | 31               | 35117      | 35290        |
| Irodouër                                       | 2.308                    | 23,54      | 98               | 35135      | 35850        |
| La Chapelle du Lou du Lac                      | 1.037                    | 10,46      | 99               | 35060      | 35360        |
| Landujan                                       | 930                      | 14,32      | 65               | 35143      | 35360        |
| Le Crouais                                     | 591                      | 6,25       | 95               | 35091      | 35290        |
| Médréac                                        | 1.845                    | 35,02      | 53               | 35171      | 35360        |
| Montauban-de-Bretagne                          | 6.574                    | 45,42      | 145              | 35184      | 35360        |
| Muel                                           | 912                      | 28,90      | 32               | 35201      | 35290        |
| Quédillac                                      | 1.272                    | 26,54      | 48               | 35234      | 35290        |
| Saint-Malon-sur-Mel                            | 613                      | 16,07      | 38               | 35290      | 35750        |
| Saint-Maugan                                   | 518                      | 8,43       | 61               | 35295      | 35750        |
| Saint-Méen-le-Grand                            | 4.642                    | 18,28      | 254              | 35297      | 35290        |
| Saint-Onen-la-Chapelle                         | 1.121                    | 24,66      | 45               | 35302      | 35290        |
| Saint-Pern                                     | 1.003                    | 12,13      | 83               | 35307      | 35190        |
| Saint-Uniac                                    | 512                      | 6,89       | 74               | 35320      | 35360        |
| Communauté de communes de Saint-Méen Montauban | 27.350                   | 352,29     | 78               | –          | –            |